# Jestřabí (Zlíni járás)
Jestřabí település Csehországban, a Zlíni járásban. Jestřabí Rokytnice, Štítná nad Vláří-Popov, Bohuslavice nad Vláří és Slavičín településekkel határos. Lakosainak száma 279 fő (2024. január 1.).

## Népesség
A település lakosságának változását az alábbi diagram mutatja:
| Lakosok száma | 352  | 458  | 454  | 485  | 346  | 319  | 289  | 277  | 269  | 279  |
|               | 1869 | 1890 | 1921 | 1950 | 1980 | 2001 | 2017 | 2019 | 2022 | 2024 |